# Lenguas yaka
Las lenguas yaka son un subdivisión de las lenguas bantúes, codificado como subgrupo H.30-40 en la clasificación de Guthrie. De acuerdo con Nurse & Philippson (2003) H.10 forman un grupo filogenéticamente válido. Las lenguas del grupo filogenético son:
Yaka, Suku–Sonde, Mbangala, Shinji (Yungo), (H40) Hungana, (B80) Yansi (posiblemente varias variedades)
Las lenguas yaka parecen ser el subgrupo bantú más cercano a las lenguas kongo.

## Comparación léxica
Los numerales en diferentes lenguas yaka son:
| GLOSA | Hungana  | Mbangala | Suku      | Yaka (Ngongo) | PROTO- YAKA |
| ----- | -------- | -------- | --------- | ------------- | ----------- |
| '1'   | móʃ(i)   | -moʃi    | mosi      | mwisi         | *mosi       |
| '2'   | yôl      | -yadi    | zodi      | bwol          | *bwadi      |
| '3'   | tát      | -tatu    | tatu      | bétat         | *tatu       |
| '4'   | yá       | -wana    | ya        | bewan         | *wa-na      |
| '5'   | tân      | -tanu    | taːnu     | bétan         | *taːnu      |
| '6'   | sámán    | samanu   | saːmbanu  | besaman       | *saːmanu    |
| '7'   | nsámbwar | sambwadi | tsambwadi | nsambwadi     | *-sambwadi  |
| '8'   | kínan    | nake     | nana      | kenan         | *nana       |
| '9'   | kivá     | di-vwa   | vwa       | kebva         | *-bwa       |
| '10'  | kwǐm     | -kumi    | kumi      | ékwom         | *kumi       |